# Алексеевка (Ульяновская область)
Алексеевка — опустевшее село в составе Еделевского сельского поселения Кузоватовского района Ульяновской области.

## География
Находится на расстоянии примерно 15 километров по прямой на юг от районного центра — посёлка Кузоватово.

## История

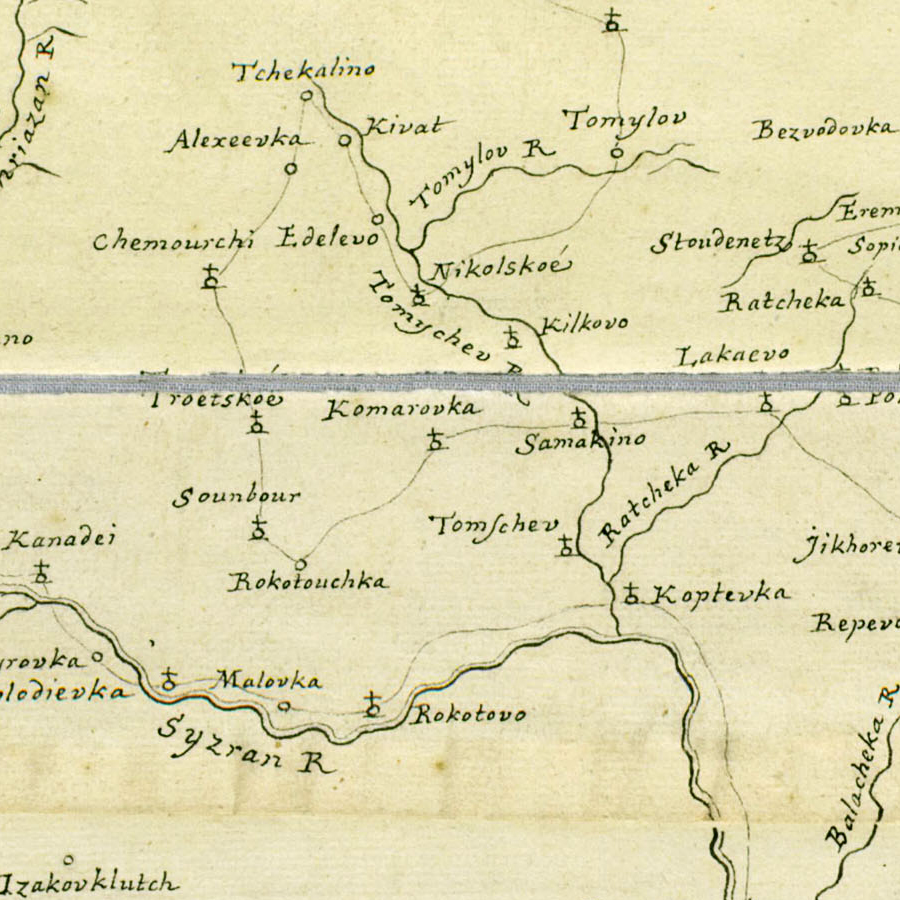
Алексеевка (Alexeevka) на 40-верстной карте «Симбирск, Самара и Петровск» 1729 г.

В 1913 году в селе было учтено дворов 43, жителей 186. В поздний советский период работал совхоз «Краснобалтийский».

## Население
Население составляло 3 человека в 2002 году (67 % русские, 33 % мордва), 0 по переписи 2010 года.